# Диниз, Дебора
Дебора Диниз (Debora Diniz; род. 22 февраля 1970, Масейо, Алагоас, Бразилия) — бразильский антрополог, кинодокументалист и правозащитница, феминистка.
Соучредитель бразильской НПО Anis: Institute of Bioethics.
Лауреат премии Дэна Дэвида (2020).
Сняла девять фильмов («Zika», 2016; «Hotel Laide», 2017 и др.), удостоившихся более 50 отличий. В настоящее время политическая беженка в США, приглашённый профессор Брауновского университета. Прежде профессор University of Brasilia.
Являлась исполнительным директором Anis: Institute of Bioethics.
Автор 150 рецензированных работ. Автор книги «Zika: from Brazilian backlands to global threat» (2017) на португальском языке, переведенной также на английский и японский языки.
Восемь её фильмов доступны бесплатно на Youtube. Еженедельно пишет для Marie Claire.